# Куньтхон

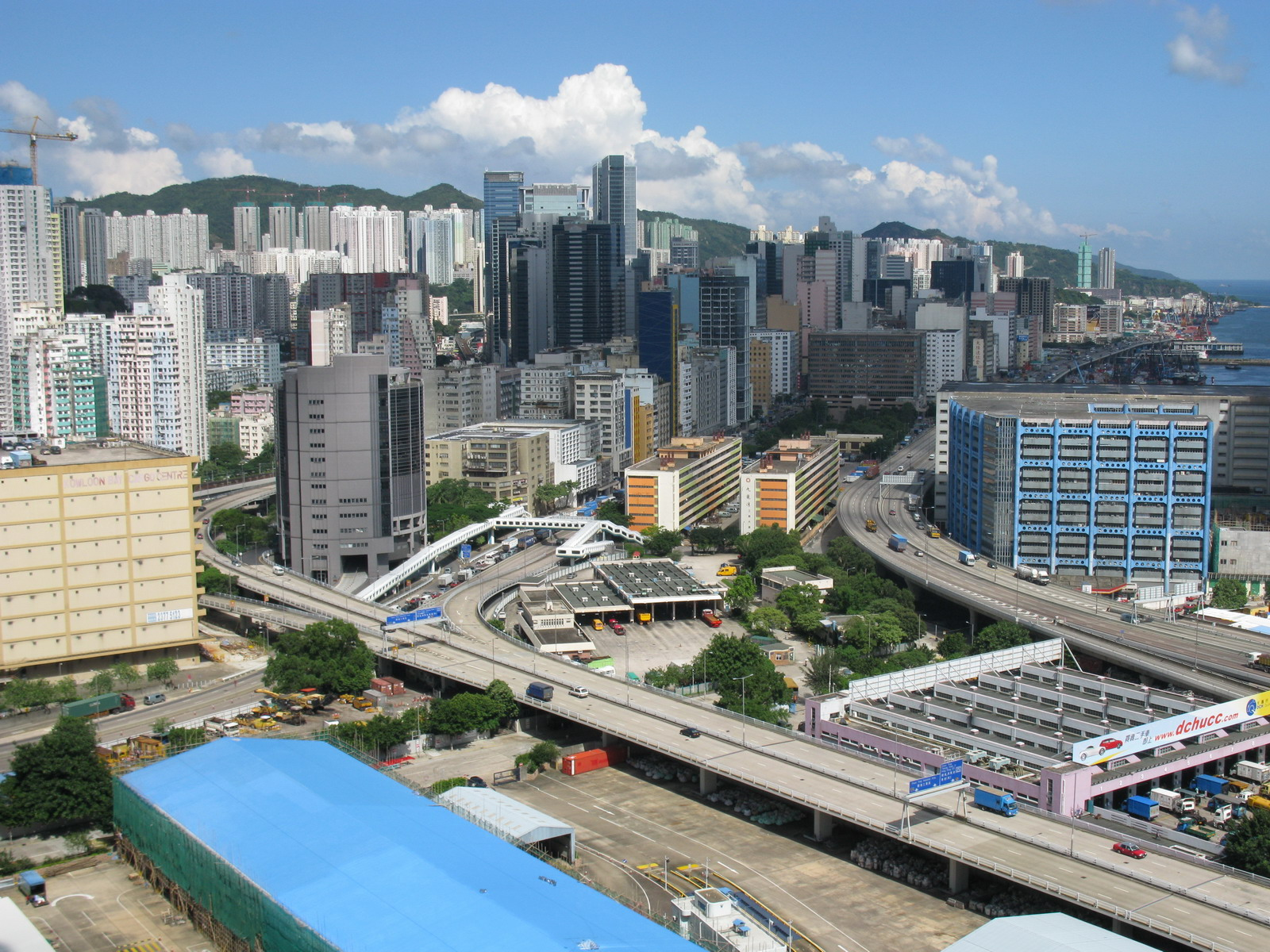
Квун-Тонг

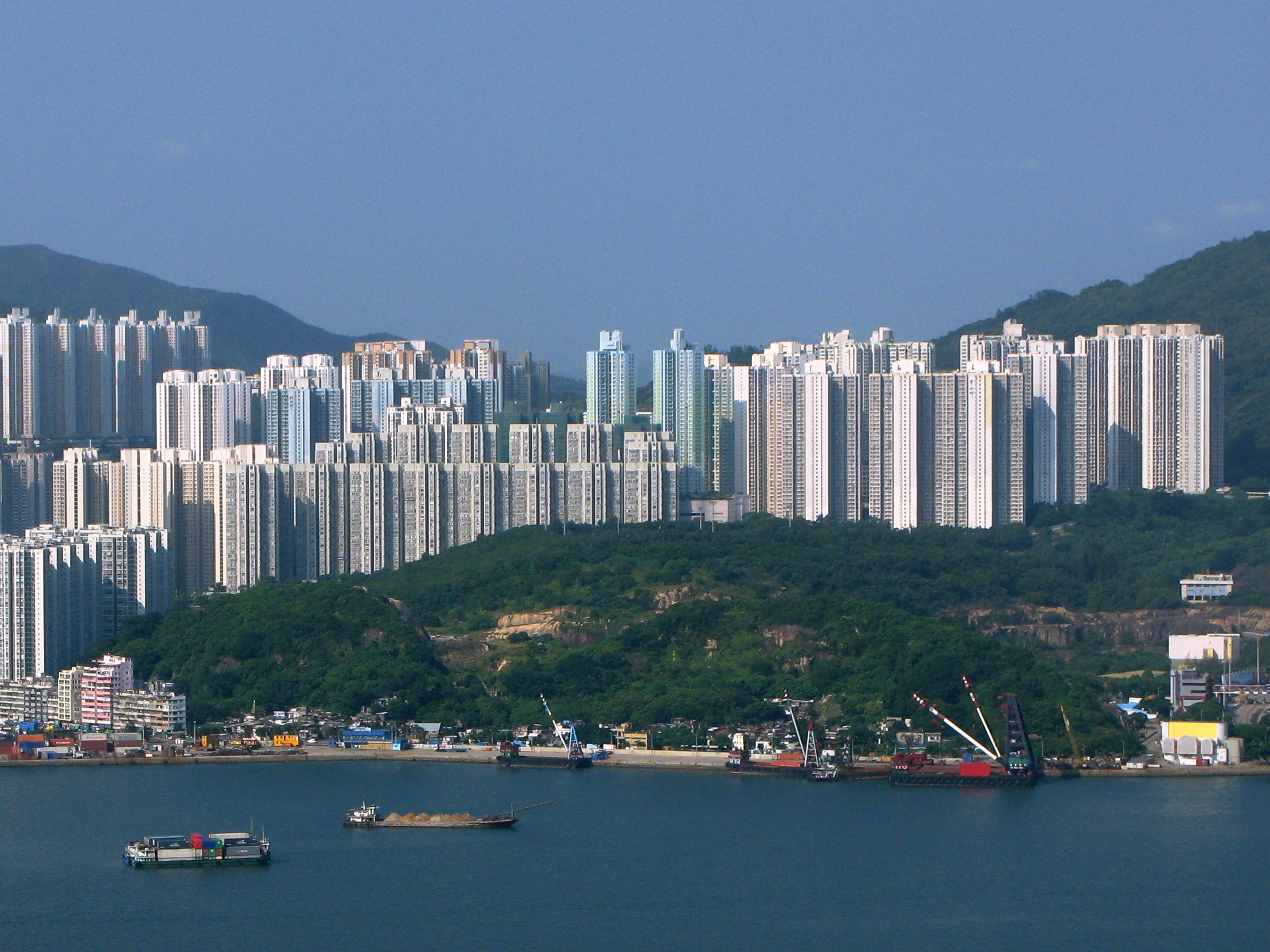
Квун-Тонг

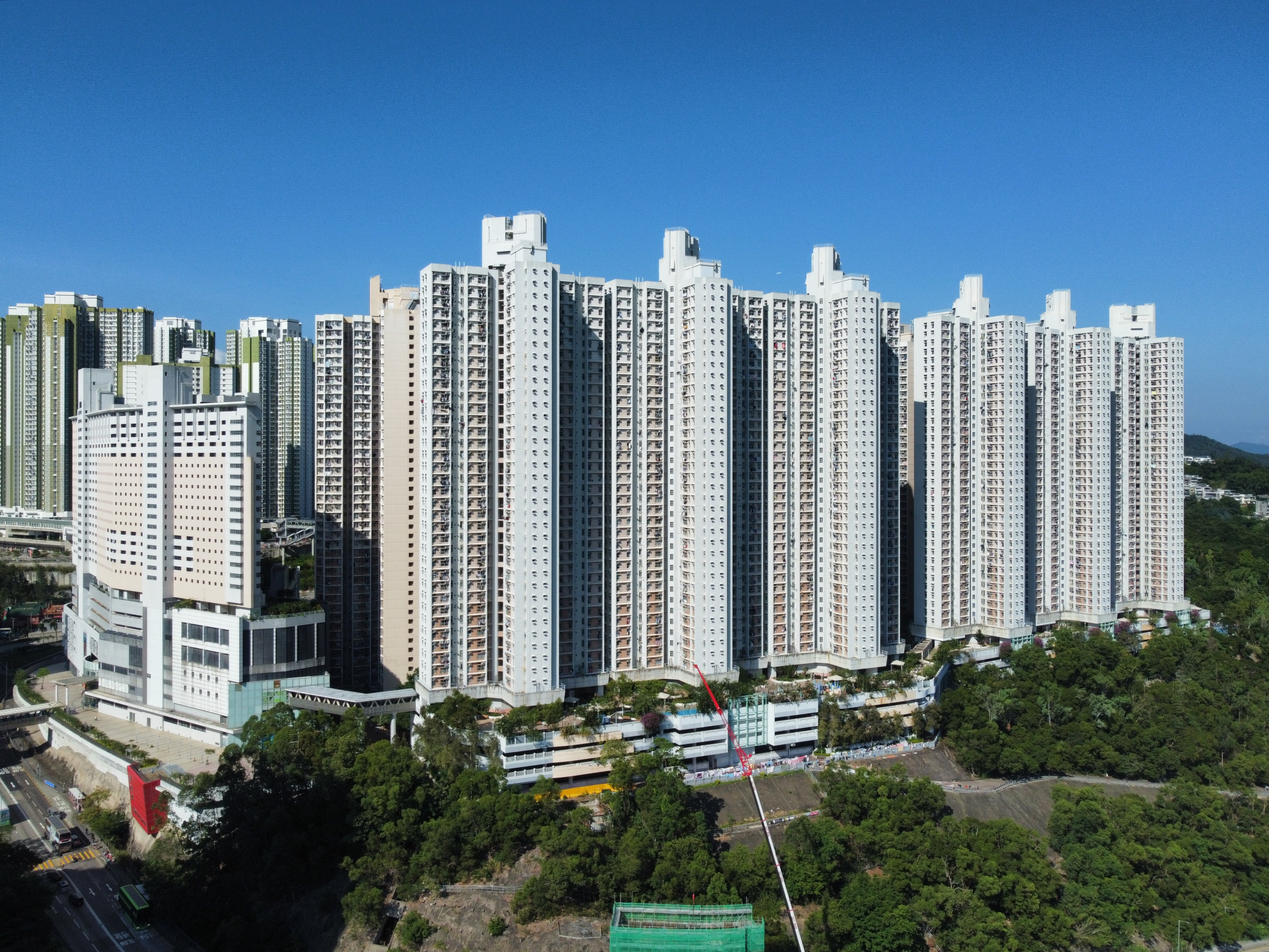
Квун-Тонг

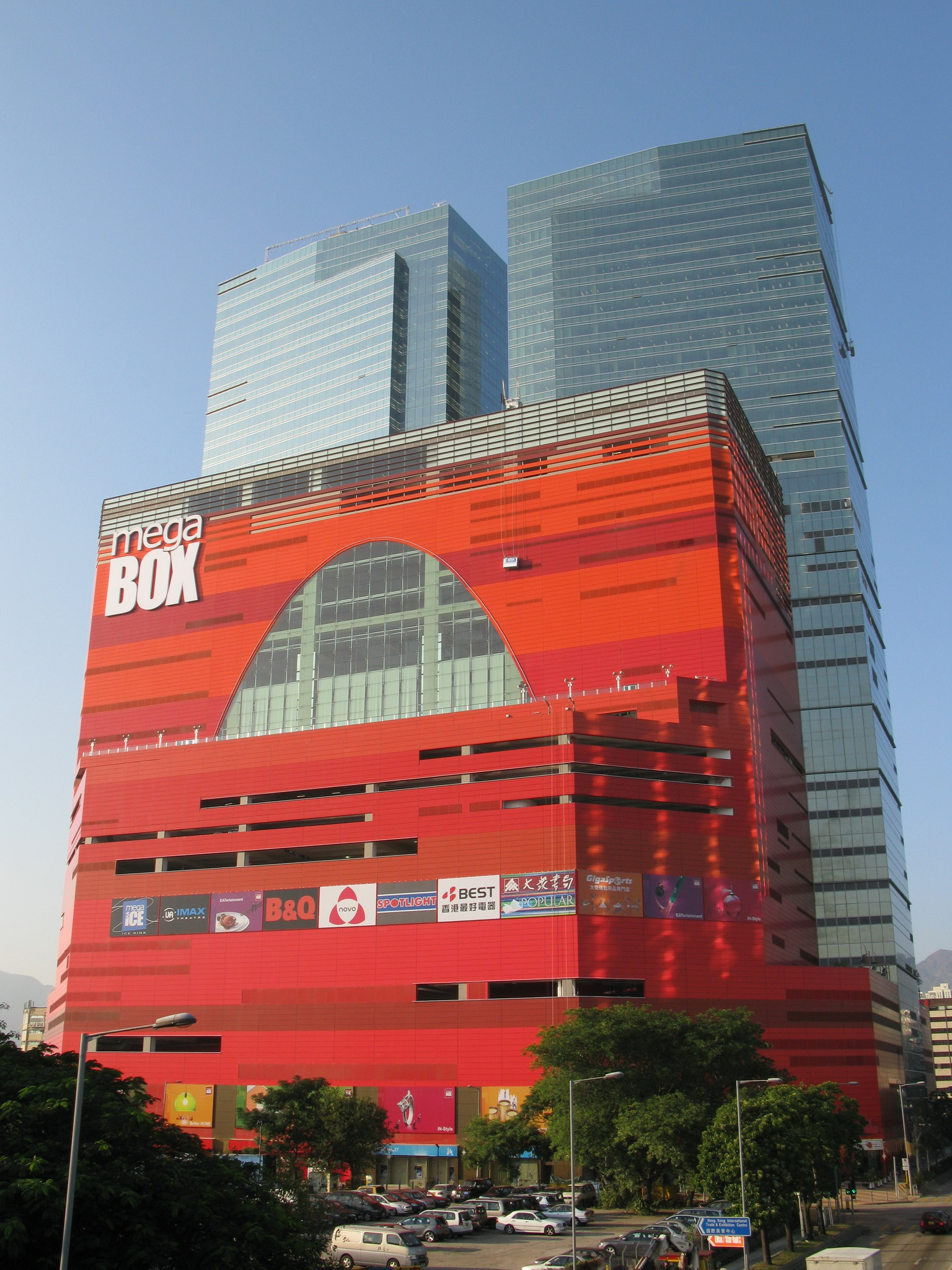
Квун-Тонг

Куньтхон? (иер. 觀塘, ютпх. Gun1tong4, кит.-рус. Гуаньтан), также Квун-Тонг (англ. Kwun Tong) — один из 18 округов Гонконга. Расположен в юго-восточной части Коулуна.

## История
Начиная с 50-х годов XX века Квун-Тонг активно развивался как крупная промышленная зона и новый жилой пригород Гонконга. Начиная с 1980-х годов большая часть предприятий была перенесена в материковый Китай, а на их месте стали возводить жилые и торговые комплексы.

## Население
В 2006 году в округе проживало 588 тыс. человек, включая крупную общину японцев (Квун-Тонг является самым населенным округом Коулуна и самым плотнонаселенным округом Гонконга).

### Религия
В округе расположены храмы Тай Вонг Йе и Тин Хау, баптистская церковь Квун Тонг.

## Экономика
В округе расположены промышленные парки Квун-Тонг, Коулун Бэй и Яу-Тонг, крупное депо MTR «Коулун Бэй», штаб-квартиры оператора общественного транспорта и недвижимости «MTR Corporation», производителя мониторов и телевизоров «TPV Technology», торговых компаний «Esprit Holdings» и «DCH Holdings», производителя игрушек и моделей «Kader», офисы «Citibank (Hong Kong)», «Manulife Financial», «China Construction Bank (Asia)», «Standard Chartered», «Bank of East Asia», «CMA CGM» и «PricewaterhouseCoopers», выставочный центр «Коулун Бэй Интернэшнл».

### Торговля
Крупнейшие торговые центры округа — «APM Millennium City», «МегаБокс», «Коулун Бэй Интернэшнл», «Ричленд Гарденс», «Амой Плаза», «Телфорд Плаза», «Лагуна Плаза», «Лагуна Аркад», «Сценвэй Плаза», «Лэй Юэ Мун Плаза», «Сау Мау Пинг», «Кай Тин», «Лок Ва», «Чой Инг», «По Тат», «Хинг Тин», «Квонг Тин», «Пинг Тин», «Так Тин». Много магазинов расположено вокруг Юэ Ман Скуэр, на торговых улицах Квун Тонг Роуд, Мут Ва Стрит, Шуй Во Стрит. Также популярны у жителей рынки Квун Тонг, Лок Ва, Квонг Тин, Так Тин и Ман Яу.

## Транспорт
- Линия MTR «Квун Тонг» связывает округ с Коулун Сити и Сайкун
- Линия MTR «Цэунг Кван О» связывает округ с Гонконгом и Сайкун
- Автомобильно-железнодорожный тоннель «Истерн Харбор Кроссинг» соединяет округ с Гонконгом
- В округе существует разветвленная сеть автобусных и паромных маршрутов

## Достопримечательности
- Набережная Квун Тонг Променад

### Крупнейшие здания
- 55-этажный «Энтерпрайз Скуэр» (183 метра)
- 43-этажный «Лендмарк-ист» (187 метров)
- 45-этажный «Милленниум Сити» (187 метров)
- 39-этажный «Ван Коулун» (176 метров)

### Парки
- Парк Лам-Тин
- Парк Сай-Цо-Ван

## Образование
- Кампус Городского университета Гонконга
- Кампус Гонконгского института профессионально-технического образования
- Общественный колледж Спейс (Гонконгского университета)
- Колледж Квун Тонг Марикнолл
- Колледж Юнайтед Кристиан
- Колледж Монг Ман Вай
- Колледж Чан Чор Си
- Колледж Му Куанг
- Колледж Нинг По

## Здравоохранение
- Объединенный Христианский госпиталь
- Центр здравоохранения Коулун Бэй

## Культура
- Публичная библиотека Сау-Мау-Пинг

## Спорт
- Спорткомплекс Лам Тин Саут
- Спортцентр Чун Ва Роуд
- Бассейн Квун-Тонг